# Navigație la Jocurile Olimpice de vară din 2020 – Clasa 470 feminin
Proba feminină de navigație clasa 470 de la Jocurile Olimpice de vară din 2020 a avut loc în perioada 28 iulie-2 august 2021 la Enoshima Yacht Harbor, fiind programate să aibă loc 11 curse. La această probă au participat 21 de echipe.

## Program
| Mie 28 iul      | Joi 29 iul      | Vin 30 iul      | Sâm 31 iul   | Dum 1 aug       | Lun 2 aug        | Mar 3 aug    | Mie 4 aug            |
| --------------- | --------------- | --------------- | ------------ | --------------- | ---------------- | ------------ | -------------------- |
| Cursa 1 Cursa 2 | Cursa 3 Cursa 4 | Cursa 5 Cursa 6 | Zi de odihnă | Cursa 7 Cursa 8 | Cursa 9 Cursa 10 | Zi de odihnă | Cursa pentru medalii |

## Rezultate
| Loc | Sportive                                 | Țară                       | I      | II       | III     | IV  | V      | VI  | VII | VIII   | IX      | X   | Cursa pentru medalii | Total | Puncte |
| --- | ---------------------------------------- | -------------------------- | ------ | -------- | ------- | --- | ------ | --- | --- | ------ | ------- | --- | -------------------- | ----- | ------ |
| 1   | Hannah Mills Eilidh McIntyre             | Marea Britanie             | 4      | 3        | 7       | 1   | 3      | 3   | 1   | 3      | †9      | 3   | 10                   | 47    | 38     |
| 2   | Agnieszka Skrzypulec Jolanta Ogar        | Polonia                    | 1      | 1        | 2       | 5   | 12     | 1   | 5   | 4      | †15     | 15  | 8                    | 69    | 54     |
| 3   | Camille Lecointre Aloïse Retornaz        | Franța                     | 3      | 2        | 4       | 7   | 1      | †12 | 6   | 5      | 10      | 4   | 12                   | 66    | 54     |
| 4   | Linda Fahrni Maja Siegenthaler           | Elveția                    | †12    | 4        | 8       | 2   | 5      | 10  | 9   | 7      | 12      | 5   | 2                    | 76    | 64     |
| 5   | Tina Mrak Veronika Macarol               | Slovenia                   | 8      | †16      | 6       | 9   | 4      | 7   | 3   | 9      | 2       | 7   | 14                   | 85    | 69     |
| 6   | Luise Wanser Anastasiya Winkel           | Germania                   | †22 DS | 22 DS    | 5       | 4   | 15     | 8   | 7   | 1      | 5       | 6   | 4                    | 99    | 77     |
| 7   | Ai Kondo Miho Yoshioka                   | Japonia                    | 6      | 7        | 11      | †15 | 2      | 2   | 12  | 8      | 7       | 8   | 16                   | 94    | 79     |
| 8   | Noya Bar Am Shahar Tibi                  | Israel                     | 2      | 14       | 22      | 3   | 10     | 11  | 4   | 11     | 6       | 3   | 6                    | 102   | 80     |
| 9   | Fernanda Oliveira Ana Barbachan          | Brazilia                   | †15    | 5        | 1       | 10  | 13     | 4   | 10  | 10     | 8       | 1   | 20                   | 97    | 82     |
| 10  | Afrodite Zegers Lobke Berkhout           | Olanda                     | 10     | 11       | 14      | 11  | 9      | 6   | †17 | 6      | 4       | 2   | 18                   | 108   | 91     |
| 11  | Silvia Mas Patricia Cantero              | Spania                     | 11     | 13       | 3       | 6   | 14     | 15  | 8   | †17    | 1       | 10  | -                    | 98    | 81     |
| 12  | Nikki Barnes Lara Dallman-Weiss          | Statele Unite ale Americii | 13     | 6        | 15      | 13  | 6      | 5   | 19  | 2      | †22 UFD | 19  | -                    | 120   | 98     |
| 13  | Elena Berta Bianca Caruso                | Italia                     | 5      | 10       | 9       | 12  | 8      | †16 | 14  | 16     | 16      | 12  | -                    | 118   | 102    |
| 14  | Olivia Bergström Lovisa Karlsson         | Suedia                     | 17     | 9        | 10      | 16  | 7      | 9   | †18 | 14     | 11      | 18  | -                    | 129   | 111    |
| 15  | Ariadne-Paraskevi Spanaki Emilia Tsoulfa | Grecia                     | 14     | 8        | †22 BFD | 17  | 17     | 13  | 2   | 12     | 22 UFD  | 9   | -                    | 136   | 114    |
| 16  | Nia Jerwood Monique de Vries             | Australia                  | 7      | 12       | 12      | 8   | 18     | 19  | 15  | 13     | 13      | †20 | -                    | 137   | 117    |
| 17  | Beste Kaynakçı Okyanus Arıkan            | Turcia                     | 18     | 18.1 DPI | †22 BFD | 18  | 11     | 14  | 13  | 18     | 3       | 14  | -                    | 149.1 | 127.1  |
| 18  | Wei Mengxi Gao Haiyan                    | China                      | 9      | 15       | 16      | 14  | †22 DS | 18  | 11  | 15     | 14      | 17  | -                    | 151   | 129    |
| 19  | Nuraisyah Jamil Juni Karimah Noor Jamali | Malaezia                   | 16     | 18       | 17      | 20  | 19     | 20  | 20  | †22 NT | 17      | 11  | -                    | 180   | 158    |
| 20  | María Belén Tavella Lourdes Hartkopf     | Argentina                  | †22 DS | 22 DS    | 13      | 19  | 16     | 17  | 16  | 19     | 22 UFD  | 16  | -                    | 182   | 160    |
| 21  | Denise Parruque Maria Machava            | Mozambic                   | †22 NS | 22 NS    | 18      | 21  | 20     | 21  | 21  | 20     | 18      | 21  | -                    | 204   | 182    |

Legendă
BFD-descalificare steag negru; DS-descalificare; UFD - descalificare steag "U"; DPI - penalizare impusă; NS - Nu a venit la zona de start; NT - Nu a terminat cursa † - cursa nu e luată în considerare la rezultatul final